# Barry Venison
Barry Venison (* 16. August 1964 in Consett, England) ist ein ehemaliger englischer Fußballspieler, der während seiner professionellen Laufbahn bei AFC Sunderland, FC Liverpool, Newcastle United, Galatasaray Istanbul und FC Southampton unter Vertrag stand.

## Karriere

### AFC Sunderland
Venison begann seine Vereinskarriere in seiner Heimat North East England bei AFC Sunderland, wo er mit 20 Jahren den Rekord als jüngster Kapitän einer Mannschaft während der Wembley Cup-Finalrunden aufstellte. Außerdem führte er seine Mannschaft während des League-Cup-Finales 1985 gegen Norwich City, welches man 1:0 verlor.
Sein Debüt für AFC Sunderland gab Venison im Alter von 17 Jahren bei einer 0:2-Auswärtsniederlage eines Ligaspiels gegen Notts County. In seiner ersten Spielzeit mit dem Verein lief er in 20 Ligaspielen auf und erzielte ein Tor. Durch seine konstant guten Leistungen wurde er in den darauffolgenden Spielzeiten zu einem der Schlüsselspieler der Mannschaft.
Mit dem Ende der Spielzeit 1984/85 stieg der Verein in die zweite Liga ab. Nach dem Abstieg blieb Venison seinem Verein treu, stellte jedoch nach dem verlorenen Aufstieg in die erste Liga eine Transferanfrage. Venison schickte jedem Verein, der in der ersten Liga vertreten war eine Anfrage, ob sie Interesse an ihm hätten. Daraufhin agierte der damalige FC Liverpool Manager Kenny Dalglish am schnellsten und bestand darauf Venison zu verpflichten. Der FC Liverpool kaufte Venison für £200.000. Er sollte Mark Lawrenson, der sich am Ende der Saison in den Ruhestand begab ersetzen.

### FC Liverpool
Venison gab sein Debüt für die Reds am 16. August 1986 bei dem traditionellen Auftakt der Saison durch den FA Community Shield. Der FC Liverpool begegnete dem Derby Rivalen FC Everton, gegen den sie in der vorigen Saison alle Spiele in der Liga als auch im Pokalturnier gewonnen hatten. Die Partie endete mit einem 1:1-Unentschieden und der Community Shield Pokal wurde geteilt. Während seiner ersten Spielzeit bei dem FC Liverpool kam Venison in 33 von 42 Ligaspielen zum Einsatz.
Noch in derselben Spielzeit verlor die Mannschaft im League Cup gegen Arsenal und verlor die Chance auf den Meistertitel in der Liga, als sie nach einer Niederlage gegen den Rivalen FC Everton die Saison auf dem zweiten Platz beendeten.
In der Spielzeit 1987/88 gewann der FC Liverpool die Meisterschaft mit nur zwei Niederlagen während der gesamten Spielzeit. Venison lief in dieser Saison nur 18 mal für den FC Liverpool auf. Der Grund hierfür war, dass Kenny Dalglish durch die Verletzung von Gary Ablett dazu gezwungen war eine Rotation durchzuführen, wonach Venison nicht mehr in das Spielsystem passte.
Die Spielzeit 1988/89 war die Saison, in der Venison seinen ersten Treffer für die Mannschaft erzielte. Das Tor schoss er bei einem 4:1-Sieg gegen Nottingham Forest im Viertelfinalspiel des Pokalturniers "Centenary Trophy". Venison lief noch in weiteren Spielen während der Spielzeit auf, jedoch nicht in der Startaufstellung. Er wurde hauptsächlich in der zweiten Hälfte eingewechselt.
In der Spielzeit 1989/1990 wurde Venison mit dem FC Liverpool zum 18. Mal in der Vereinsgeschichte Ligameister. Venison wurde in dieser Spielzeit 25 Mal eingesetzt. Die darauffolgende Spielzeit kam Venison insgesamt in allen Wettbewerben nur 14-mal zum Einsatz.
Sein einziges Tor in einem Ligaspiel erzielte Venison am 31. März 1992 bei einem 4:0-Sieg gegen Notts County. Während dieser Spielzeit kam Venison auch nur selten zum Einsatz und beendete damit seine Laufbahn beim FC Liverpool mit 109 Einsätzen in der Liga und einem Tor.

### Newcastle United
Im Juni, exakt nach sechs Jahren beim FC Liverpool kehrte Venison nach North East England zurück, jedoch nicht zum AFC Southampton, sondern zum Rivalen Newcastle United, der unter der Führung vom ehemaligen Nationalspieler Kevin Keegan  den Aufstieg schaffen wollte.
Sein Debüt für Newcastle United gab Venison am 15. August 1992 bei einem 3:2-Heimsieg gegen Southend United. Für Venison und seine Mannschaft startete die Spielzeit nahezu perfekt, mit einer 11-Spiele-Siegesserie. Die Siegesserie endete mit einer 1:0-Niederlage gegen Grimsby Town. Keegan hatte ein spannend offensives und aggressiv verteidigendes Spielsystem eingeführt, in dem Venison, durch seine Rückkehr zu alter Form zu einem der Schlüsselspieler und der Kapitän der Mannschaft wurde. Am Ende der Spielzeit stieg der Verein erfolgreich in die erste Liga auf.
Venison blieb ein wichtiger Teil der Verteidigung der Mannschaft von Newcastle United und trug einen großen Beitrag dazu bei, als sie die Spielzeit 1993/94 in der Premier League auf dem dritten Platz beendet hatten, was dazu gereicht hat, dass der Verein erstmals seit 1970 wieder die Lizenz für die Teilnahme am UEFA Cup erhielt.
Venison verlor sein Kapitänsamt in der Mannschaft, als er nach der Sperrstunde des Vereins in einer Bar erwischt wurde.
in der Spielzeit 1994/95 kam Venison 25 mal zum Einsatz. Die erste Hälfte der Saison beendete die Mannschaft auf dem ersten Platz, jedoch rutschten sie in der zweiten Hälfte der Spielzeit durch schlechteren Leistungen auf den sechsten Platz und beendeten so die Saison.
1994 wurde Venison von Terry Venables überraschend in die Nationalmannschaft berufen und gab im Alter von 30 Jahren seinen Debüt für die Nationalmannschaft bei einem Freundschaftsspiel gegen die USA. Sein zweites und letztes Länderspiel spielte er am 29. März 1995 bei einem Freundschaftsspiel gegen Uruguay, das in einem torlosen Remis endete.

### Galatasaray Istanbul
Nach dem Ende der Spielzeit 1994/95 verpflichtete Graeme Souness mit Venison noch einige weitere britische Spieler für Galatasaray Istanbul. Venison wurde für £750.000 verpflichtet, kam jedoch nur in acht Spielen zum Einsatz und verließ bereits nach einer halben Saison den Verein.

### FC Southampton
Nach nur 5 Monaten bei Galatasaray Istanbul wechselte Venison erneut seinen Verein und unterzeichnete beim FC Southampton. Hier wurde er ebenfalls von Graeme Souness verpflichtet. Die Ablöse betrug £850,000. Er lief für die Mannschaft in 27 Ligaspielen auf. Die Mannschaft schaffte es durch die Tordifferenz in der ersten Liga zu bleiben und erreichte das Viertelfinale des FA Cups.
In der Spielzeit 1996/97 lief er noch in zwei weiteren Spielen für die Mannschaft auf und beendete seine Karriere im Alter von 32 Jahren nach einer Rückenverletzung.

## Nach der Karriere als Fußballspieler
Nach seiner aktiven Fußballkarriere trat Venison in verschiedenen Sportprogrammen als Kommentator auf; darunter zuerst für Sky Sports und später, von 1997 bis 2002, bei ITV. Weiters untersuchte er für sich selbst nach seinem Karriereende verschiedene Philosophien, Religionen, darunter den Buddhismus und betrieb bzw. betreibt noch heute Vedanta, Meditation und Yoga.
In den frühen 2000er Jahren startete Venison in Zusammenarbeit mit seinem US-amerikanischen Fußballkollegen Brad Friedel eine Online-Auktions-Website für Erinnerungsstücke aus dem Sport. Die Firma bid4sport.com war anfangs ein Wohltätigkeitsunternehmen und sammelte Geld für wohltätige Zwecke. Kurz bevor er mit seiner Familie in die Vereinigten Staaten zog, verkaufte er sein Unternehmen, bei dem auch seine Ehefrau mitarbeitete. Es besteht heute (Stand: 2018) noch immer.
Im Jahre 2001 wirkte er in Steve Barrons Film Mike Bassett: England Manager mit und spielte sich in diesem selbst.
Venison wohnt derzeit (Stand: 2018) in Südkalifornien, wohin er mit seiner Frau Julie, seinem Sohn Max und seiner Tochter Jade im Jahre 2003 ausgewandert war. Noch während seiner Zeit bei ITV besaß er eine Residenz in Florida und besuchte in dieser Zeit Kalifornien, als er beschloss sich hier niederzulassen. Die Familie ließ sich anfangs in Laguna Beach nieder (2003 bis 2010) und siedelte im Jahre 2010 nach Los Angeles um.
In Kalifornien spezialisierte er sich auf Immobilienhandel, nachdem er zusammen mit seiner Frau bereits in England im Real-Estate-Bereich tätig war und als 18-Jähriger zusammen mit ihr sein erstes Haus gekauft hatte. Durch seinen Freund Oliver Wyss, der im Jahre 1994 aus der Schweiz nach Kalifornien ausgewandert war und sich nach einer kurzen Profikarriere vor allem für den kalifornischen Nachwuchsfußballbereich einsetzte, kam er mit dem Fußball-Franchise Orange County Blues mit Spielbetrieb in der zweitklassigen nordamerikanischen United Soccer League (USL) in Verbindung. Wyss war bei diesem seit Ende 2014 als Cheftrainer engagiert und fragte Venison, nachdem dieser sich bereits seit etwa 12 Jahren aus dem Fußballsport zurückgezogen hatte, um Hilfe bei der Führung des Franchises. In weiterer Folge trat Venison ab 2015 als technischer Direktor der Orange County Blues in Erscheinung, obwohl er, wie er in einem Interview mit The Daily Telegraph zugab, im Februar 2015 noch nicht einmal etwas von der USL gehört hatte. Mit dem Franchise gewann er im Spieljahr 2015 die Western Conference der USL, schied aber in den saisonabschließenden Play-offs bereits frühzeitig in den Conference Semifinals gegen LA Galaxy II aus. Im August 2016 wurde er, nach dem Abgang seines Freundes Oliver Wyss, zum neuen Cheftrainer des Franchises ernannt, hielt diese Position jedoch nur für wenige Wochen, da zum Zeitpunkt der Übernahme bereits ein neuer Besitzer des Franchises feststand, der Venison nicht weiter berücksichtigte. Sein Amt als technischer Direktor behielt er bis zur Übernahme des Franchises durch den neuen Besitzer bei.

## Erfolge
AFC Sunderland
- League Cup: 1985

FC Liverpool
- FA Community Shield: 1986, 1988, 1989, 1990
- Super Cup: 1986
- Division 1: 1987/88, 1989/90
- FA Cup: 1989
- Football League Cup Finalist: 1987

Newcastle United
- Division 1: 1993